# Neptis yerburii
Neptis yerburii är en fjärilsart som beskrevs av Butler 1886. Neptis yerburii ingår i släktet Neptis och familjen praktfjärilar. Inga underarter finns listade i Catalogue of Life.

## Bildgalleri

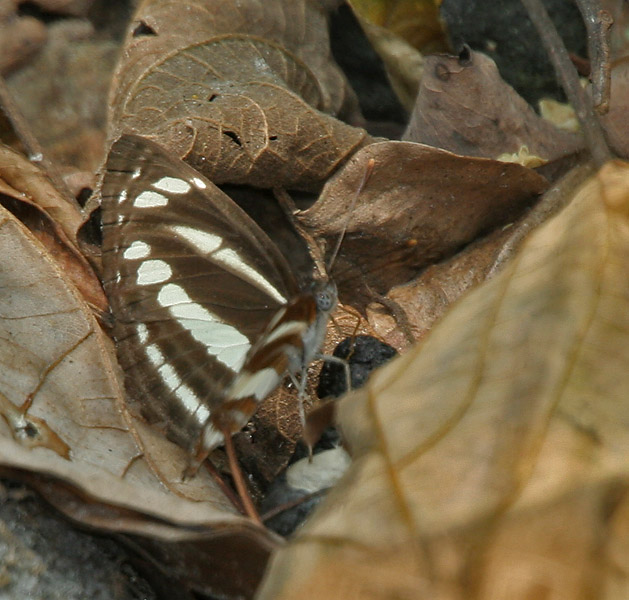
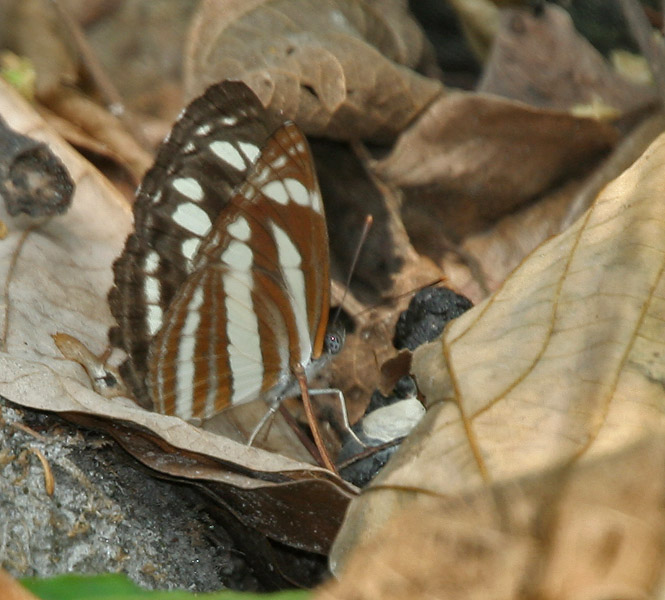
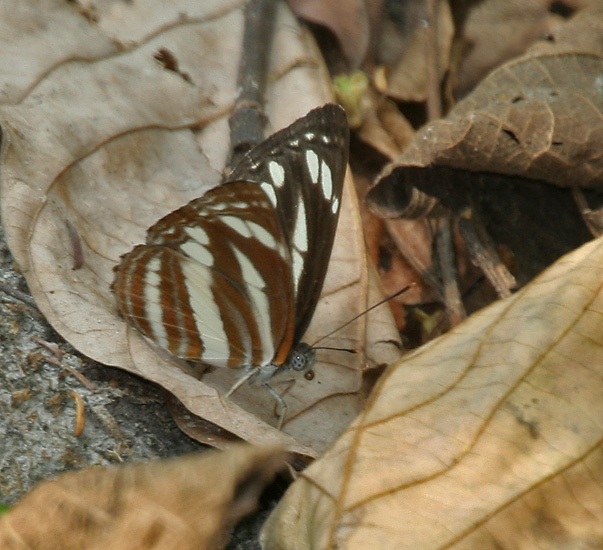